# Nephele comoroana
Nephele comoroana là một loài bướm đêm thuộc họ Sphingidae. Nó được tìm thấy ở Comoro Islands.
Sải cánh dài 50–70 mm đối với con đực and 74–78 mm đối với con cái. Nó giống với Nephele accentifera và Nephele densoi nhưng nhỏ hơn. Phía trên cánh trước nâu đồng đều hơn.